# Gambrinus liga 2000/2001
Sezóna 2000/01 Gambrinus ligy byla 8. sezónou v samostatné české lize. Začala 28. července 2000 a skončila 25. května 2001. Titul vyhrál klub AC Sparta Praha, do druhé ligy sestoupily týmy SK České Budějovice a FC Viktoria Plzeň. Nejlepším střelcem ligy se stal s 15 góly Vítězslav Tuma z Drnovic.

## Konečná tabulka
| Poř. | Tým                    | Z  | V  | R  | P  | VG | OG | B  |
| ---- | ---------------------- | -- | -- | -- | -- | -- | -- | -- |
| 1.   | AC Sparta Praha (C)    | 30 | 21 | 5  | 4  | 71 | 31 | 68 |
| 2.   | SK Slavia Praha        | 30 | 14 | 10 | 6  | 46 | 32 | 52 |
| 3.   | SK Sigma Olomouc       | 30 | 14 | 10 | 6  | 47 | 33 | 52 |
| 4.   | FC Marila Příbram      | 30 | 14 | 9  | 7  | 40 | 26 | 51 |
| 5.   | FK Viktoria Žižkov (P) | 30 | 12 | 10 | 8  | 45 | 40 | 46 |
| 6.   | FC Slovan Liberec      | 30 | 12 | 9  | 9  | 39 | 31 | 45 |
| 7.   | 1. FK Drnovice         | 30 | 11 | 8  | 11 | 35 | 36 | 41 |
| 8.   | FK Teplice             | 30 | 12 | 4  | 14 | 45 | 39 | 40 |
| 9.   | CU Bohemians Praha     | 30 | 10 | 10 | 10 | 33 | 34 | 40 |
| 10.  | FK Chmel Blšany        | 30 | 10 | 10 | 10 | 35 | 35 | 40 |
| 11.  | 1. FC Synot (N)        | 30 | 9  | 10 | 11 | 37 | 35 | 37 |
| 12.  | FK Jablonec 97         | 30 | 8  | 8  | 14 | 26 | 40 | 32 |
| 13.  | FC Stavo Artikel Brno  | 30 | 7  | 9  | 14 | 24 | 35 | 30 |
| 14.  | FC Baník Ostrava       | 30 | 7  | 9  | 14 | 28 | 45 | 30 |
| 15.  | SK České Budějovice    | 30 | 6  | 8  | 16 | 32 | 56 | 26 |
| 16.  | FC Viktoria Plzeň (N)  | 30 | 4  | 9  | 17 | 30 | 65 | 21 |

Poznámky:
- Z = Odehrané zápasy; V = Vítězství; R = Remízy; P = Prohry; VG = Vstřelené góly; OG = Obdržené góly; B = Body
- (C) = obhájce mistrovského titulu, (P) = vítěz Českého poháru, (N) = nováček (minulou sezónu hrál nižší soutěž a postoupil)

|  | Postup Ligy mistrů 2001/02             |
|  | Postup do předkola Ligy mistrů 2001/02 |
|  | Postup do Poháru UEFA 2001/02          |
|  | Postup do Poháru Intertoto 2001        |
|  | Sestup do 2. ligy 2001/02              |

## Soupisky mužstev
- V závorce za jménem je uveden počet utkání a branek, u brankářů ještě počet čistých kont

### AC Sparta Praha
Jaromír Blažek (16/0/5),
Tomáš Poštulka (14/0/5) –
Patrice Abanda (10/0),
René Bolf (10/2),
Jan Flachbart (3/0),
Milan Fukal (5/0),
Zdeněk Grygera (15/0),
Martin Hašek (22/1),
Radim Holub (13/8),
Michal Horňák (16/0),
Jiří Jarošík (28/8),
Tomáš Jun (10/5),
Marek Kincl (24/9),
Martin Klein (1/0),
Václav Koloušek (19/3),
Ivica Križanac (1/0),
Vladimír Labant (24/1),
Roman Lengyel (10/1),
Lazzaro Liuni (12/3),
Radek Mynář (18/2),
Jiří Novotný (28/5),
Pavel Novotný (8/1),
Josef Obajdin (24/11),
Petr Papoušek (20/2),
Martin Prohászka (4/0),
Tomáš Rosický (14/3),
Horst Siegl (11/1),
Libor Sionko (11/3),
Radek Slončík (7/0),
Zdeněk Svoboda (16/1) –
trenér Ivan Hašek, asistenti Vítězslav Lavička a Jan Stejskal

### SK Slavia Praha
Radek Černý (30/0/11) –
Richard Dostálek (28/3),
Lukáš Došek (27/3),
Tomáš Došek (28/3),
Martin Hyský (12/0),
David Kalivoda (1/0)
Libor Koller (3/0),
Ján Kozák (3/0),
Luboš Kozel (10/0),
Tomáš Kuchař (5/4),
Pavel Kuka (25/14),
Jiří Lerch (9/0),
Marcel Lička (8/0),
Martin Müller (14/0),
Radim Nečas (10/0),
Adam Petrouš (24/0),
Karel Rada (14/0),
Goran Sankovič (5/0),
Lumír Sedláček (18/3),
Jiří Skála (15/1),
Jan Suchopárek (6/0),
Darko Šuškavčević (12/1),
Petr Švancara (26/3),
Daniel Tchuř (1/0),
Ivo Ulich (25/5),
Robert Vágner (2/0),
Petr Vladyka (3/0),
Luděk Zelenka (29/5) –
trenér František Cipro (1.–13. kolo) a Karel Jarolím (14.–30. kolo), asistenti Karel Jarolím, Pavel Řehák (14.–30. kolo) a Dušan Uhrin ml. (16.–30. kolo)

### SK Sigma Olomouc
Tomáš Bureš (7/0/3),
Pavel Kamesch (23/0/9) –
Jiří Barbořík (5/0),
Pavel Hapal (28/13),
Václav Jordánek (1/0),
Daniel Kaspřík (2/0),
David Kobylík (29/7),
David Kotrys (23/0),
Radoslav Kováč (28/0),
Michal Kovář (29/3),
Radim König (7/1),
Jiří Krohmer (3/0),
Radim Kučera (29/4),
Oldřich Machala (9/0),
Josef Mucha (28/3),
David Rojka (8/0),
David Rozehnal (13/1),
Patrik Siegl (15/2),
Radek Špiláček (17/0),
Tomáš Ujfaluši (14/0),
Aleš Urbánek (29/2),
Tomáš Večeřa (1/0),
Stanislav Vlček (26//9),
Pavel Zbožínek (15/0),
Luděk Zdráhal (25/2) –
trenér Leoš Kalvoda, asistent Jiří Vaďura

### FC Marila Příbram
Michal Špit (30/0/12) –
Radek Čížek (15/1),
Damir Grlić (15/0),
Lukáš Jarolím (29/2),
Radek Krejčík (2/0),
Tomáš Kučera (27/5),
Marek Kulič (28/8),
Michal Macek (1/0),
Marcel Mácha (19/1),
Marek Mucha (11/0),
Radek Mynář (5/0),
David Nehoda (23/0),
Róbert Novák (29/6),
Rudolf Otepka (28/4),
Petr Podzemský (25/0),
Jan Riegel (10/1),
Jiří Rychlík (24/1),
Vlastimil Ryšavý (5/0),
Michal Seman (10/1),
Jaroslav Schindler (5/0),
Horst Siegl (14/6),
Daniel Šmejkal (26/0),
Jiří Vávra (5/0),
Tomáš Zápotočný (18/2),
Jan Zušťák (11/2) –
trenér Jiří Kotrba, asistenti Robert Žák, František Kopač a Josef Csaplár

### FK Viktoria Žižkov
Jiří Kobr (1/0/0),
Pavel Kučera (1/0/0),
Petr Pižanowski (28/0/6) –
Jan Buryán (11/0),
Richard Frank (1/0),
Roman Gibala (1/0),
Petr Holota (17/2),
Tomáš Hunal (25/0),
Kennedy Chihuri (28/10),
Roman Janoušek (23/4),
Miroslav Kozák (5/0),
Miroslav Mikulík (29/1),
Antonín Mlejnský (28/0),
Aleš Pikl (27/6),
Jaromír Plocek (7/0),
Michal Pospíšil (28/6),
Ondřej Prášil (5/1),
Jiří Sabou (27/4),
Karel Sechovec (1/0),
Miroslav Sovič (11/0),
Luděk Stracený (29/4),
Michal Ščasný (11/1),
Miroslav Šebesta (27/4),
Michal Šmarda (29/1),
Karel Valkoun (2/0),
Pavel Veleba (2/0),
Jan Zakopal (10/0) –
trenér Zdeněk Ščasný, asistent Jaroslav Šilhavý

### FC Slovan Liberec
Tomáš Bárta (3/0/1),
Zbyněk Hauzr (14/0/5),
Antonín Kinský (13/0/6) –
Milan Bakeš (5/0),
David Breda (9/0),
Pavel Čapek (17/0),
Radek Divecký (10/1),
Petr Dvořák (5/0),
Baffour Gyan (8/2),
Ivan Hodúr (3/0),
Miroslav Holeňák (15/1),
Tomáš Janů (24/0),
Martin Jiránek (9/0),
Petr Johana (26/1),
Roman Jůn (26/2),
Lukáš Killar (1/0),
Vladimír Kožuch (23/3),
David Langer (12/0),
Josef Lexa (19/0),
Lazzaro Liuni (11/7),
Petr Lukáš (6/0),
Rastislav Michalík (27/4),
Martin Morávek (2/0),
Robert Neumann (26/1),
Jan Nezmar (30/7),
Bohuslav Pilný (28/1),
Petr Silný (3/0),
Jiří Štajner (26/9),
Jozef Valachovič (11/0),
Vlastimil Vidlička (5/0),
Petr Zábojník (1/0) –
trenér Ladislav Škorpil, asistenti Josef Petřík a Martin Hřídel

### 1. FK Drnovice
Martin Vaniak (30/0/9) –
Jiří Adamec (1/0),
Erich Brabec (17/0),
Marcel Cupák (26/5),
Vladimír Čáp (11/0),
Bronislav Červenka (15/2),
René Formánek (22/1),
Roman Gibala (16/1),
Luis Fabio Gomes (15/0),
Miroslav Holeňák (13/2),
Tomáš Janoviak (1/0),
Miroslav Kadlec (19/0),
Vladimír Kinder (7/0),
Lubomír Kubica (11/0),
Martin Müller (12/0),
Pavel Pergl (14/0),
Tomáš Randa (14/1),
Jaroslav Schindler (16/0),
Dušan Sninský (18/3),
Igor Szkukalek (8/0),
Martin Švestka (12/0),
Vítězslav Tuma (29/14),
Marek Ujlaky (15/1),
Zdeněk Valnoha (26/0),
Radomír Víšek (3/0),
Pavel Zavadil (22/0),
Petr Zemánek (14/3) –
trenér Karel Večeřa, asistenti Josef Mazura a Rostislav Horáček (17.–30. kolo)

### FK Teplice
Radomír Havel (7/0/2),
Libor Macháček (23/0/7) –
Michal Doležal (11/2),
Petr Fousek (27/5),
Zdenko Frťala (17/0),
Martin Frýdek (22/2),
Damir Grlić (3/0),
Pavel Holomek (13/1),
Michal Kolomazník (29/10),
Tomáš Kukol (22/1),
Vladimír Leitner (22/0),
Pavol Piatka (6/0),
Petr Pokorný (21/0),
Miroslav Rada (27/2),
Zbyněk Rampáček (25/0),
Róbert Semeník (28/9),
Marek Smola (5/0),
David Sourada (5/0),
Dušan Tesařík (9/1),
Vít Turtenwald (2/0),
Robert Vágner (20/2),
Štěpán Vachoušek (14/2),
Pavel Verbíř (28/6),
Petr Voříšek (21/1) –
trenér Petr Rada (1.–19. kolo) a Michal Bílek (20.–30. kolo), asistent Zdeněk Klucký a Petr Němec (1.–19. kolo) a Jan Fiala a Jan Poštulka (20.–30. kolo)

### CU Bohemians Praha
Kamil Čontofalský (23/0/7),
Peter Holec (7/0/3) –
Libor Baláž (24/2),
Václav Činčala (21/3),
Karel Doležal (22/1),
Ivan Dvořák (21/2),
Tomáš Freisler (4/0),
Lukáš Hartig (28/5),
Michal Hrbek (3/0),
Libor Janáček (26/4),
Karol Kisel (22/1),
David Kříž (3/0),
Pavel Kulig (20/2),
Tomáš Kulvajt (4/0),
Pavel Mareš (29/2),
Kamil Matuszny (23/3),
Marcel Melecký (18/2),
Jan Milota (1/0),
Tomáš Návrat (6/1),
Miroslav Obermajer (9/0),
Marián Palát (8/0),
Michal Petrouš (25/2),
Ruslan Roztorgujev (2/0),
Daniel Rygel (8/0),
Zdeněk Šenkeřík (3/0),
Jan Šimr (1/0),
Radek Šírl (19/1),
Michal Valenta (11/0),
Benjamin Vomáčka (11/0) –
trenér Vlastimil Petržela, asistent Vladimír Borovička a Antonín Panenka

### FK Chmel Blšany
Petr Čech (26/0/7),
Aleš Chvalovský (1/0/0),
Tomáš Obermajer (4/0/1) –
Günter Bittengel (2/0),
Martin Boček (7/0),
Jakub Bureš (27/0),
David Čáp (3/0),
Pavel Devátý (28/4),
Václav Drobný (28/1),
Patrik Gedeon (28/7),
Roman Hogen (9/2),
Jindřich Jirásek (16/0),
Radim König (3/0),
Miloslav Kufa (4/0),
Lukáš Michal (2/0),
Martin Pazdera (17/1),
Jan Potůček (4/0),
David Sourada (14/7),
Svatopluk Spáčil (1/0),
Jiří Sýkora (26/1),
Radek Šelicha (22/2),
Karel Tichota (28/0),
Štěpán Vachoušek (6/3),
Jan Velkoborský (29/3),
Jan Vorel (27/0),
Luboš Zákostelský (19/3),
Ivo Zbožínek (20/0),
Jan Zušťák (5/0) –
trenér Miroslav Beránek, asistent Jan Říčka (1.–16. kolo), Jiří Sedláček a Günter Bittengel (17.–30. kolo)

### 1. FC SYNOT
Petr Drobisz (23/0/7),
Miroslav Ondrůšek (8/0/1) –
Martin Abraham (10/0),
Jiří Birhanzl (1/0),
Lubomír Blaha (25/3),
Libor Bosák (8/0),
Miroslav Hlahůlek (28/0),
Alexander Homér (11/0),
Pavol Kopačka (28/1),
Jiří Kowalík (29/12),
Radim Krupník (7/0),
Petr Lysáček (17/1),
Jakub Macek (1/0),
Vladimír Malár (29/7),
Jan Míl (20/1),
Pavel Němčický (29/2),
Tomáš Polách (26/2),
Libor Soldán (24/5),
Jan Trousil (9/0),
Tomáš Vajda (27/0),
Roman Veselý (27/1),
Jiří Vojtěšek (11/0),
Libor Zapletal (14/1) –
trenér František Komňacký, asistent František Mikulička

### FK Jablonec 97
Tomáš Lovásik (18/0/7),
Karel Podhajský (12/0/0) –
Milan Barteska (24/3),
Václav Budka (7/0),
Tomáš Čížek (30/3),
Jan Flachbart (18/0),
Radim Holub (14/4),
Jiří Homola (18/2),
Tomáš Hübschman (29/0),
Vladimír Chaloupka (9/1),
Pavel Jirousek (23/1),
Miloslav Kordule (25/0),
Ivica Križanac (2/0),
Josef Laštovka (25/0),
Petr Lukáš (9/1),
Jiří Mašek (22/4),
Marek Matějovský (1/0),
Petr Pavlík (2/0),
Martin Petráš (27/0),
Tomáš Požár (3/0),
Vlastimil Ryšavý (1/0),
Michal Seman (9/2),
Roman Skuhravý (5/0),
Dalibor Slezák (16/0),
Jiří Vávra (12/0),
Miroslav Vodehnal (25/3),
Jozef Weber (21/1),
Jan Zelenka (1/0) –
trenér Jaroslav Hřebík, asistenti Václav Kotal a Radim Straka

### FC Stavo Artikel Brno
Luboš Přibyl (30/0/11) –
Tomáš Abrahám (1/0),
Petr Baštař (24/0),
Daniel Břežný (5/0),
Zdeněk Cihlář (3/0),
Libor Došek (27/3),
Aleš Hošťálek (9/0),
Zdeněk Houšť (3/0),
Lukáš Jiříkovský (9/1),
Marián Klago (10/0),
Martin Kotůlek (3/0),
Karel Kroupa (5/0),
Miloš Krško (13/2),
Patrik Křap (20/2),
Petr Křivánek (18/1),
Jan Maroši (5/0),
Petr Musil (10/0),
Tomáš Návrat (21/0),
Milan Pacanda (20/4),
Jan Palinek (23/1),
Martin Pěnička (19/2),
Jan Polák (26/3),
Patrik Siegl (15/2),
Michal Šlachta (6/0),
Pavel Šustr (14/1),
Pavel Vojtíšek (1/0),
Martin Zbončák (27/2),
Marek Zúbek (29/0),
Martin Živný (7/0) –
trenér Karel Jarůšek (1.–5. kolo) a Pavel Tobiáš (6.–30. kolo), asistenti Josef Hron, Jiří Hamřík (1.–5. kolo) a Miroslav Jirkal (6.–30. kolo)

### FC Baník Ostrava
Vít Baránek (10/0/4),
Kamil Susko (20/0/3) –
Milan Baroš (26/5),
Pavel Besta (5/0),
Petr Bílek (7/0),
René Bolf (11/3),
Robert Caha (9/1),
Vladimír Čáp (9/0),
Bronislav Červenka (13/1),
Peter Drozd (13/0),
Josef Dvorník (17/1),
Josef Hoffmann (3/0),
Rostislav Kiša (24/1),
Lubor Knapp (3/0),
Lubomír Kubica (11/0),
Marcel Lička (16/2),
Martin Lukeš (21/3),
Miroslav Matušovič (1/0),
Peter Németh (26/4),
Milan Páleník (20/2),
Martin Prohászka (13/1),
Petr Samec (10/1),
Roman Skuhravý (7/0),
Michal Šlachta (12/1),
Marek Špilár (23/0),
Tomáš Šťástka (18/0),
Petr Veselý (22/1),
Radim Wozniak (9/0),
Libor Žůrek (26/0) –
trenér Milan Bokša (1.–14. kolo) a Jaroslav Gürtler (15.–30. kolo), asistent Pavol Michalík, Jaroslav Gürtler (13. kolo) a Pavel Hadamczik (17.–30. kolo)

### SK České Budějovice
Jaroslav Drobný (18/0/3),
Zbyněk Hauzr (3/0/0),
Peter Jakubech (6/0/0),
Miroslav Seman (3/0/0) –
Michal Brozman (5/0),
Ladislav Fujdiar (10/1),
David Horejš (6/0),
Tomáš Janda (15/6),
Richard Jukl (16/3),
Michal Káník (3/0),
Tomáš Klinka (27/7),
Libor Koller (2/0),
Marek Kopecký (10/0),
Tomáš Krejča (4/0),
David Lafata (12/0),
Martin Leština (16/0),
Stanislav Marek (27/0),
Tomáš Maruška (1/0),
Leoš Mitas (8/0),
Martin Obšitník (7/1),
Zdeněk Opravil (12/0),
Luboš Pecka (9/0),
Jan Pejša (26/1),
Miloslav Penner (21/0),
Pavel Pěnička (9/0),
Jaromír Plocek (12/0),
Jiří Pospíšil (20/1),
Karol Praženica (7/0),
Richard Slezák (5/0),
Tomáš Sivok (11/0),
Ivo Svoboda (12/3),
Karel Vácha (28/8),
Martin Vozábal (27/1),
Petr Vybíral (7/0),
Jan Zakopal (3/0) –
trenér Jindřich Dejmal (1.–20. kolo) a Milan Bokša (21.–30. kolo), asistenti Miroslav Krieg a Pavol Švantner (17.–30. kolo)

### FC Viktoria Plzeň
Jurij Chrijenko (1/0/0),
Michal Šilhavý (15/0/2),
Jiří Vosyka (16/0/1) –
Jiří Antoš (1/0),
Pavel Bartoš (10/0),
Zdeněk Bečka (22/0),
Jiří Birhanzl (4/0),
Libor Čihák (13/0),
Fábio César Montezine (4/1),
David Filinger (8/0),
Pavel Fořt (5/0),
Martin Horák (14/2),
Vladimír Chaloupka (5/0),
Aleš Jindra (9/0),
Petr Kašťák (19/2),
Vlastimil Kožíšek (6/1),
Ondřej Král (5/1),
Jan Kraus (17/4),
Tomáš Marek (7/0),
Peter Mráz (7/1),
Jan Nečas (12/0),
David Novák (20/1),
Jiří Novák (20/0),
Tomáš Peteřík (4/0),
Václav Pěchouček (18/1),
Lukáš Pleško (27/2),
Petr Smíšek (18/3),
Ivo Svoboda (9/1),
Jaroslav Šedivec (26/3),
Marcel Švejdík (11/1),
Martin Švejnoha (25/1),
Benjamin Vomáčka (13/0),
Ondřej Zapoměl (18/3) –
trenér Luboš Urban (1.–11. kolo) a Miroslav Koubek (12.–30. kolo), asistent Jan Fiala (1.–11. kolo) a František Plass a Ivan Kovács (12.–30. kolo)